# Ján Ambrozi
Ján Ambroz (také Ján Ambrosius nebo Ján Ambroži; 5. duben 1741, Liptovská Sielnica – 22. leden 1796, Berlín) byl slovenský náboženský spisovatel.

## Životopis
Pocházel ze zemanské rodiny a vzdělání získával v Paludze, Banské Bystrici, Debrecínu, Bratislavě, Levoči, Vídni a na univerzitě v Halle. Od roku 1756 působil jako kazatel v Německu, od roku 1770 v Berlíně a v roce 1773 se zde stal farářem české evangelické obce.

## Tvorba
Věnoval se zejména psaní náboženské literatury, uveřejňoval své filozofické úvahu osvícensko-racionalistické charakteru, řídil vydávání české bible, která byla vytištěna v Halle. Byl též velmi schopným řečníkem a organizátorem.

## Dílo
- 1773 – Ueber die Zweifel der Christen an ihrer Seligkeit (Berlín)
- 1775 – Ueber die verschiedenen Erkenntnisse der Wahren Christen (Berlín)
- 1776 – Von dem Umgang Jesu mit dem SUNDERÖ (Berlín)
- 1780 – Schola Christi to gest Skola Krystowa
- 1781 – Ueber die Selbstverläugnung (Berlín)
- 1783 – Ueber die Nothwendigkeit der christlichen Besserung (Berlín)
- 1790 – Das betragen des mörders und Posträubers Lenz in seinen Gafängnisse (Berlín)